# Cheiridium angustum
Cheiridium angustum es una especie de arácnido del orden Pseudoscorpionida de la familia Cheiridiidae.

## Distribución geográfica
Se encuentra en Namibia.